# Bryza Sztutowo
KS Bryza Sztutowo – polski klub piłki nożnej plażowej (a także klub futsalowy) założony w Sztutowie. W latach 2011–2012 zawodnicy drużyny występowali w rozgrywkach pod nazwą Szalone Jogurty Sztutowo. Drużyna brała także udział w Mistrzostwach Polski w siatkonodze.

## Osiągnięcia w sezonach

### sezon 2013
- I liga: faza grupowa
- Puchar Polski: drużyna nie przystępowała

### sezon 2014
- I liga: 2. miejsce (awans do turnieju barażowego)[2]
- Puchar Polski: drużyna nie przystępowała
- turniej barażowy o wejście do Ekstraklasy:  półfinał[2]

### sezon 2015
- I liga: 5. miejsce[3]
- Puchar Polski: faza grupowa[4]
- Mistrzostwa Polski w siatkonodze: faza grupowa[1]

### sezon 2016
- I liga: 4. miejsce
- Puchar Polski: faza grupowa[5]

## Skład
| Nr | Poz. | Piłkarz         |
| -- | ---- | --------------- |
|    | BR   | Adam Seremak    |
|    | BR   | Szymon Błażuk   |
|    |      | Radosław Szmidt |
|    |      | Maciej Łosiński |
|    |      | Kamil Błażuk    |

| Nr | Poz. | Piłkarz              |
| -- | ---- | -------------------- |
|    |      | Piotr Daniluk        |
|    |      | Adam Sałat           |
|    |      | Ludwik Gondek        |
|    |      | Karol Seremak        |
|    |      | Krzysztof Wiśniewski |